# Weißspitzen-Glanzschwänzchen
Das Weißspitzen-Glanzschwänzchen (Chalcostigma herrani) oder manchmal auch Rotbrust-Glanzschwänzchen ist eine Vogelart aus der Familie der Kolibris (Trochilidae). Die Art hat ein großes Verbreitungsgebiet, das etwa 76.000 Quadratkilometer in den südamerikanischen Ländern Kolumbien, Ecuador und Peru umfasst. Der Bestand wird von der IUCN als „nicht gefährdet“ (least concern) eingeschätzt.

## Merkmale

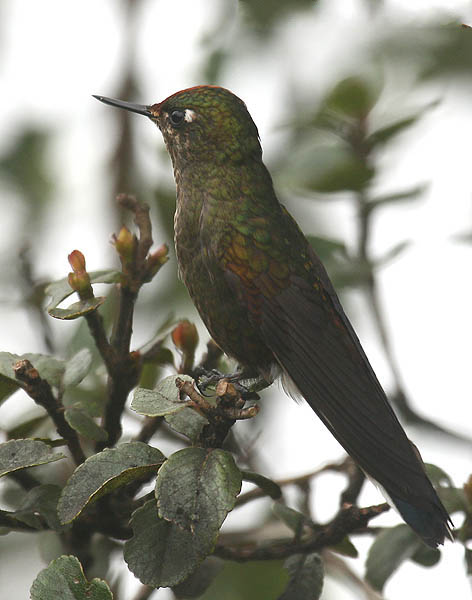
Weißspitzen-Glanzschwänzchen (Chalcostigma herrani) ♀

Das Weißspitzen-Glanzschwänzchen erreicht eine Körperlänge von etwa 10,5 bis 11 Zentimetern. Der feine kurze Schnabel wird etwa 13 Millimeter lang. Sein Gewicht schwankt zwischen 5,5 und 6,5 Gramm. Sein Gefieder ist überwiegend dunkelgrün. Die Stirn und der Bürzel leuchten kupferrot. Der Kehllatz ist smaragdgrün und von einem rötlichen Spitzenfleck durchzogen. Seine langen Steuerfedern mit weißen Spitzen sind nachtblau. Das Weibchen sieht sehr ähnlich aus, doch ist es weniger auffällig. Jungvögel haben weiße Sprenkel auf der Kehle und keinen Kehllatz.

## Habitat
Nur selten kommt das Weißspitzen-Glanzschwänzchen in offenen Wäldern vor. Bevorzugt lebt es in dichtem Gestrüpp bzw. dem andentypischen Páramo nahe der Baumgrenze. Es lebt als Standvogel an felsigen Berghängen in Höhen zwischen 2700 und 3600 Metern.

## Verhalten
Meist sieht man das Weißspitzen-Glanzschwänzchen allein an Blumen beim Aufsaugen von Nektar. Dabei hält es sich normalerweise fest. Des Weiteren ernährt es sich von kleinen Insekten. Man kann das Verhalten des Vogels als territorial und aggressiv bezeichnen. Er verjagt Konkurrenten um Nahrungsquellen, auch wenn diese wesentlich größer sind (z. B. Hakenschnäbel (Diglossa)), und duldet auch an großen Bäumen in Blüte keine anderen Kolibris. Die Männchen verhalten sich polygam. Je nach Gebiet gibt es verschiedene Brutzeiten (entweder September oder Mitte Juli). Die Weibchen brüten ihre Eier ohne Unterstützung der Männchen aus. Auch die Versorgung der Nesthocker fällt dem Weibchen zu.

## Unterarten

Verbreitungsgebiet des Weißspitzen-Glanzschwänzchens

Bisher sind zwei Unterarten bekannt:
- Chalcostigma herrani herrani (Delattre & Bourcier, 1846)[5]
- Chalcostigma herrani tolimae Kleinschmidt, 1927[6]

Die Unterart tolimae findet man in den Zentralanden Kolumbiens am Nevado del Tolima. Die Nominatform herrani kommt in den Westanden Kolumbiens vom Nationalpark Munchique bis Nariño vor. Außerdem findet man diese Unterart auf beiden Seiten der Gebirgshänge von Ecuador bis Piura in Nordperu.

## Etymologie und Forschungsgeschichte

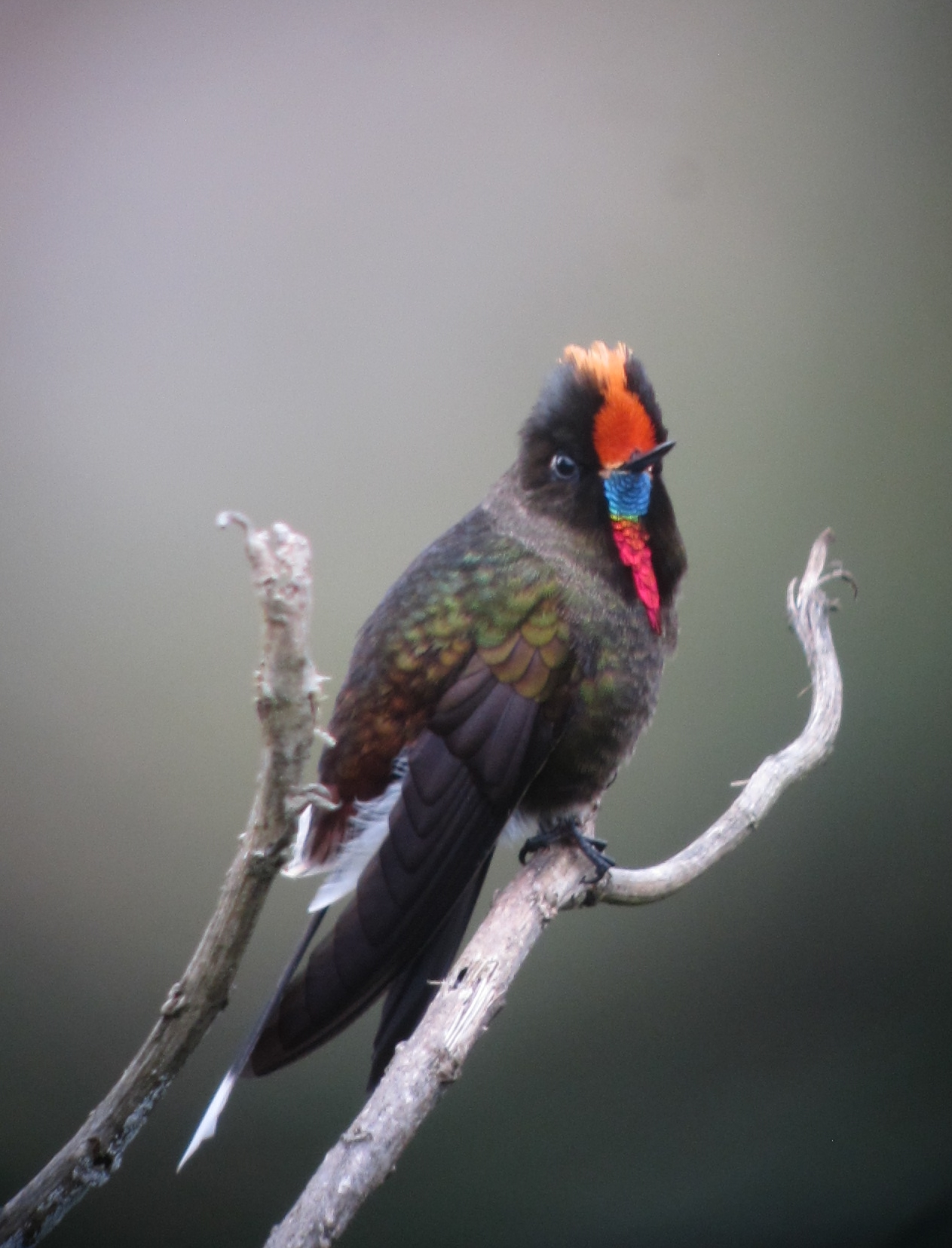
Weißspitzen-Glanzschwänzchen (Chalcostigma herrani)

Das Weißspitzen-Glanzschwänzchen wurde erstmals nahe Pasto im damaligen Vizekönigreich Neugranada entdeckt. Adolphe Delattre und Jules Bourcier beschrieben die Art unter dem Namen Trochilus Herrani. Später wurde sie der Gattung Chalcostigma zugeordnet, die 1854 von dem deutschen Naturforscher Ludwig Reichenbach eingeführt wurde. Dieser Name leitet sich von den griechischen Wörtern χαλκός chalkós für „Bronze, bronzefarben“ und στίγμα stígma für „Merkmal, Markierung“ ab. Der Name herrani ist dem General und ehemaligen Präsidenten des Vizekönigreichs Neugranada Pedro Alcántara Herrán Martínez de Zaldúa (1800–1872) gewidmet. Das Typusexemplar der Unterart C. h. tolimae stammte aus dem Nachlass des Entomologen Anton Heinrich Hermann Fassl (1876–1922) und wurde in 4000 Metern Höhe am Nevado del Tolima gesammelt. Von diesem Berg leitet sich auch der Name tolimae ab.